# Ensemble scolaire Notre-Dame « Les Oiseaux »
Pour les articles homonymes, voir Les Oiseaux.
L’ensemble scolaire Notre-Dame « Les Oiseaux » est un établissement privé de l’enseignement catholique situé à Verneuil-sur-Seine dans les Yvelines, à 35 kilomètres de Paris.

## Organisation de l’établissement
En 2023, l’établissement compte plus de 3050 élèves et 7 unités pédagogiques.
Sous la tutelle de la congrégation Notre-Dame des Chanoinesses de Saint-Augustin fondée en 1597 en Lorraine par Pierre Fourier et Alix Le Clerc, l'ensemble scolaire est dirigé par Guillaume Lesage, chef d'établissement coordonnateur et directeur général.

### Maternelle
La maternelle compte 6 classes : 2 classes de petite section, 2 classes de moyenne section et 2 classes de grande section.

### Élémentaire
L’élémentaire comprend 20 classes, soit 4 pour chaque niveau.

### Collège
Le collège comprend huit classes à chaque niveau, avec différentes options :
- Sixième LV1/LV2 bi-langues : anglais et allemand.
- Cinquième LV1/LV2 bi-langues : anglais et allemand et début de l’option facultative latin et LV2 : anglais, allemand, espagnol ou chinois (mandarin)
- Quatrième LV1 : anglais et allemand et LV2 : anglais, allemand, espagnol  ou chinois (mandarin) + option latin + parcours européen
- Troisième LV1 : anglais ou allemand et  LV2 : anglais, allemand, espagnol ou chinois (mandarin) + latin et grec ancien + parcours européen

### Lycée d’enseignement général et technologique
Le lycée comprend :
- Dix classes de seconde avec différentes options : latin, grec, littérature et société, économie, laboratoire, informatique/gestion, arts plastiques et LVA : anglais ou allemand,  LVB (obligatoire) : anglais, allemand espagnol ou chinois (mandarin) et  LVC : italien.

- Douze classes de première avec les options : latin, grec, physique/chimie, SVT, économie, LVA renforcée, mathématiques, musique, arts plastiques et LVA : anglais ou allemand, LVB (obligatoire) : anglais, allemand  espagnol ou chinois (mandarin) et  LVC : italien.

- Onze classes de terminale avec les spécialités : mathématiques, sciences physiques et chimie, science de la vie et de la Terre (SVT), numérique et science informatique (NSI), sciences économiques et sociales (SES), histoire-géographie-géopolitque-science politique (HGGSP), humanité littérature et philosophie (HLP), langue littérature et culture étrangère (LLCE), LVA ou LVB renforcée ; les options : lettres, enseignement scientifique, latin, grec, arts plastiques, musique et LVA : anglais ou allemand, LVB (obligatoire) : anglais, allemand espagnol ou chinois (mandarin) et LVC : italien.

- un amphithéâtre Saint Pierre Fourier

### Lycée international américain (High School)
- La High School accueille des lycéens du monde entier qui préparent le High School Diploma américain en France. Le nom du programme international est Notre-Dame International High School. Ce programme fait partie de l'offre d'écoles internationales à Paris et se trouve en région parisienne. L'établissement accueille les élèves étrangers à l'internat ou en familles d'accueil françaises.

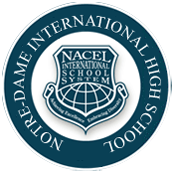
NDIHS.

### Enseignement supérieur
L’établissement prépare aux examens d’obtention des brevets de technicien supérieur (BTS) suivants :
- Management commercial opérationnel (MCO) sous statut scolaire ;
- Commerce international à référentiel commun européen (CI) sous statut scolaire ;
- Commerce international à référentiel commun européen (CI) en apprentissage ;
- Chimiste (MDC) sous statut scolaire ;
- Communication (COM) en apprentissage ;
- Tourisme (TOU) en apprentissage.

Il préparera également au diplôme du BACHELOR bac+3 - Titre de niveau 6 européen, inscrit au RNCP
délivré par le ministère du travail :
- Bachelor responsable commercial et marketing (RCM) en apprentissage ;
- Bachelor technico-commercial (ouverture en septembre 2024) en apprentissage.

## Le patrimoine culturel
L’établissement bénéficie d’un fort patrimoine historique avec le château de Verneuil notamment, où résidèrent entre autres Alexis de Tocqueville pendant son enfance et surtout son père Hervé, maire de la commune ; François-René de Chateaubriand y fut régulièrement invité car cousin de la famille.

### Le château
Bâti au XIIe siècle par les Montmorency et modifié depuis, le château conserve d'avant le XVIe siècle ses caves, son colombier et ses communs voûtés. 
Plusieurs de ses châtelains sont célèbres : Louis Aleaume (avocat qui versifiait en latin et fréquentait les poètes de la Pléiade), Jean-Jacques Olier (qui créa les premiers séminaires et fonda les Sulpiciens), Mme de Senozan (fille de Louis V Le Peletier de Rosanbo, petite-fille de Malesherbes, qui était avocat de Louis XVI, et mère d'Alexis de Tocqueville), Hervé de Tocqueville, père d'Alexis (qui y résida pendant son enfance) et maire de Verneuil-sur-Seine (il recevait régulièrement Chateaubriand), Mme de Mortefontaine (que la Convention adopta pour fille), enfin, Mélanie, princesse de Ligne, qui lotit son vaste domaine en 1925 et donna ainsi le coup d'envoi au développement accéléré de Verneuil.
Le château est racheté à l'été 1929 par des religieuses de la congrégation Notre-Dame, qui y fondent l'école Notre Dame « Les Oiseaux ».
Les façades et les toitures du château sont inscrites au titre des monuments historiques depuis mars 2011.

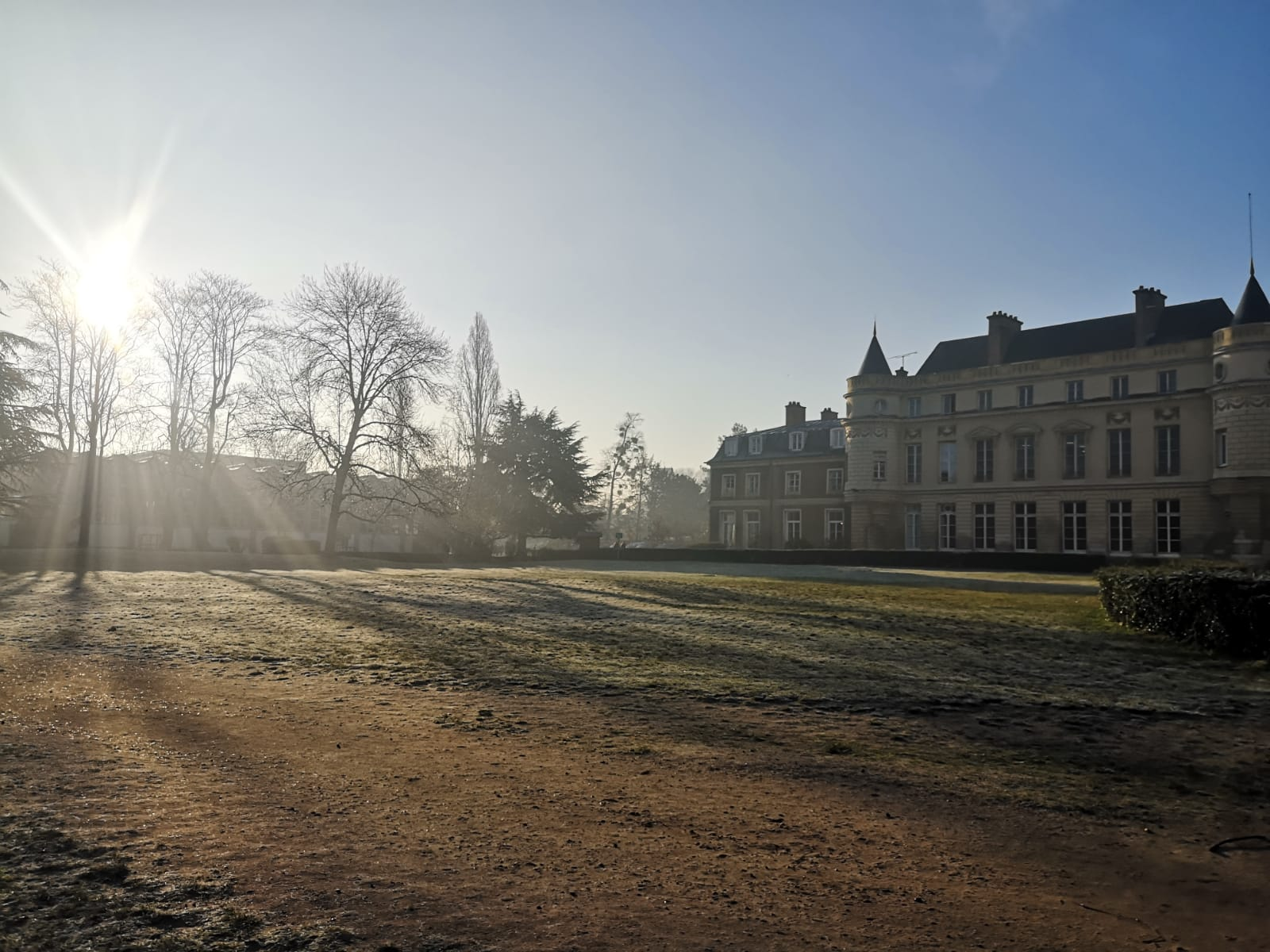

### La chapelle
La chapelle est inscrite en totalité au titre des monuments historiques depuis mars 2011.

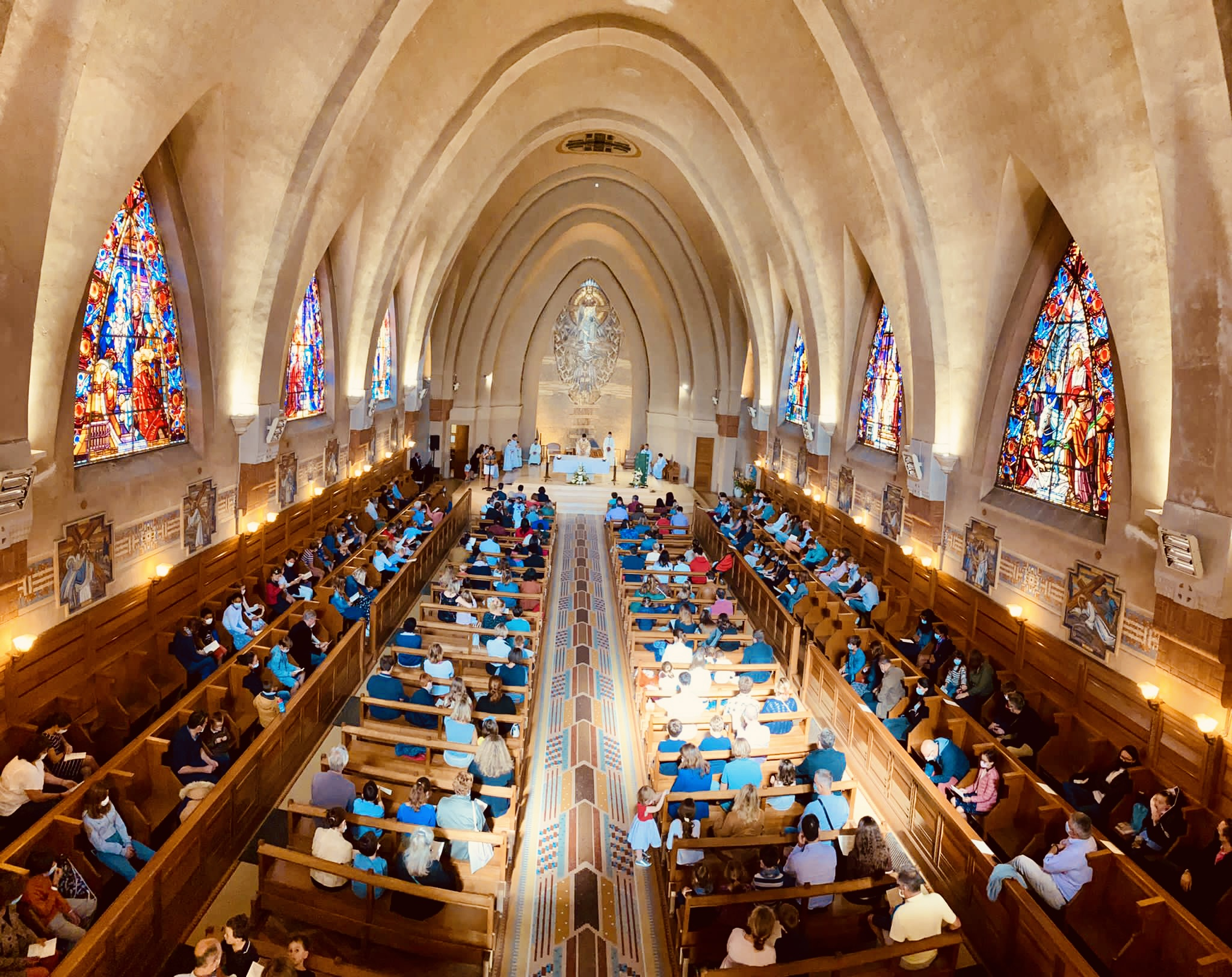

### Le parc
Ancien jardin à la française sous l'Ancien Régime composé de parterres, de fontaines, et de labyrinthes végétaux, il est remplacé par un parc à l’anglaise en 1806. 
Le parc est intégré dans l’inventaire général du patrimoine culturel de la France depuis le 31 juillet 2003.

## Anciens élèves
- L’entrepreneuse Julie Chapon, cofondatrice de Yuka
- Les membres du groupe français Kyo
- La femme de lettres Claire Gallois
- La danseuse Marie-Claude Pietragalla a fréquenté l’établissement avant d'intégrer l'école de danse de l'Opéra

## Accès
Ce site est desservi par la ligne J du Transilien via la gare de Vernouillet - Verneuil.